# Stratiomys africana
Stratiomys africana är en tvåvingeart som först beskrevs av Szilady 1941.  Stratiomys africana ingår i släktet Stratiomys och familjen vapenflugor.
Artens utbredningsområde är Algeriet. Inga underarter finns listade i Catalogue of Life.